# 雑号将軍
雑号将軍（ざつごうしょうぐん）は、前漢以降、歴代中国王朝において定められた将軍号の総称のこと。
中国史上において雑号将軍が登場するのは、前漢が匈奴との戦いにおいて優勢になりはじめた武帝の時代が初見である。前漢における既存の官制においては、騎兵を率いる騎将軍、材官即ち弩を持った歩兵を率いる材官将軍、護軍即ち全軍を指揮監督する護軍将軍など、実質的な職務に沿った官名が定められていた。
しかし、匈奴との戦いが有利になり、武帝による積極的な匈奴討伐のための出兵がなされるようになると、将軍の職は、目標とする地域の地名を冠した将軍号が登場するようになる。さらに、遼河を渡ることから度遼将軍、胡族（北方民族）を討伐することから抜胡将軍、というように将軍の官名に美称が用いられるようになり、それらを一括して雑号将軍と呼称するようになった。
なお、大将軍・驃騎将軍・車騎将軍・衛将軍・四征将軍・四鎮将軍・四安将軍・四平将軍・前後左右将軍は、中国では雑号将軍と区別するために重号将軍と総称されることがある。

## 三国時代における将軍号の序列
三国時代では雑号将軍には三品官・四品官・五品官があった。また魏・蜀・呉において称号に差異がある。例えば「安漢将軍」や「輔漢将軍」は後漢の継承者を自認する蜀にだけ存在する。「征蜀将軍」「殄呉将軍」は魏だけに存在し、同盟を組んでいた蜀や呉には存在しない。
将軍号としては関羽・張遼が任命された盪寇将軍が有名である。これらの将軍位に加えて所轄する地域を示す都督・都護や、前左右後あるいは前中後などの序列を付与した軍師・監軍・領軍・典軍・参軍などの職位が加官されることもある。
| 位階   | 雑号将軍位・称号 | 重号将軍および一般の将軍位・称号                                                                 |
| ------ | --- | ------------------------------------------------------------------------------------------------ |
| 一品官 | | 大将軍                                                                                           |
| 二品官 | 撫軍大将軍、鎮軍大将軍、中軍大将軍、上軍大将軍、輔国大将軍などの称号に「大」が付いた将軍 | 驃騎将軍・車騎将軍・衛将軍 四征大将軍 四鎮大将軍                                                 |
| 三品官 | 輔国将軍、鎮軍将軍、鎮護将軍、中軍将軍、上軍将軍、龍驤将軍、征虜将軍、征蜀将軍、度遼将軍、平狄将軍など | 四征将軍（征東・征西・征南・征北） 四鎮将軍（鎮東・鎮西・鎮南・鎮北） 四方将軍（前・左・右・後） |
| 四品官 | 武衛将軍、左衛将軍、右衛将軍、中衛将軍、中堅将軍、驍騎将軍、遊撃将軍、前軍将軍、左軍将軍、右軍将軍、後軍将軍、寧朔将軍、建威将軍、建武将軍、振威将軍、振武将軍、奮威将軍、奮武将軍、揚威将軍、揚武将軍、広威将軍、広武将軍、左積弩将軍、右積弩将軍、積射将軍、強弩将軍など | 四安将軍（安東・安西・安南・安北） 四平将軍（平東・平西・平南・平北）                            |
| 五品官 | 鷹揚将軍、折衝将軍、虎烈将軍、宣威将軍、威遠将軍、寧遠将軍、伏波将軍、盪寇将軍、虎威将軍、淩江将軍など | 偏将軍、稗将軍、牙門将軍                                                                         |